# Yoldia regularis
Yoldia regularis är en musselart som beskrevs av Addison Emery Verrill 1884. Yoldia regularis ingår i släktet Yoldia och familjen Yoldiidae. Inga underarter finns listade i Catalogue of Life.